# Arena Częstochowa
Miejski Stadion Arena Częstochowa, KRONO-PLAST Arena – wielofunkcyjny stadion w częstochowskiej dzielnicy Zawodzie, którego głównym użytkownikiem jest klub żużlowy Włókniarz Częstochowa.
Na nieruchomości zajmującej powierzchnię 9,655 ha znajdują się: tor żużlowy o długości 373 metrów wraz z trybunami mogącymi pomieścić 16 850 kibiców, budynki klubowe, park maszyn oraz parkingi dla kibiców.

## Historia

### Budowa stadionu
Pierwszy projekt stadionu powstał w 1928, jednak z powodu braku funduszy a później wybuchu II wojny światowej, budowa stadionu ruszyła dopiero po jej zakończeniu. Inauguracyjne zawody o Mistrzostwo Częstochowy zostały rozegrane 1 września 1946.

### Włókniarz
Dalsza historia stadionu nierozerwalnie łączy się z historią klubu CKM Włókniarz. Stadion i tor żużlowy były wielokrotnie przebudowywane i dostosowywane do wymagań sportu żużlowego. Największa przebudowa rozpoczęła się w 2005 roku. Projekt przebudowy wykonała wybrana w przetargu firma SPAK z Warszawy. 16 lutego 2005 projekt uzyskał akceptację Polskiego Związku Motorowego, a 5 marca wydano pozwolenie na budowę. 17 marca Urząd Miasta Częstochowy ogłosił przetarg na wykonanie robót budowlanych.
Dzięki inwestycji Urzędu Miasta Częstochowy gruntownie zmodernizowano trybuny stadionu, zamontowano oświetlenie umieszczone na 26 masztach okalających stadion, nagłośnienie i monitoring. 30 marca 2007 została oddana do użytku nowa wieża sędziowska. 1 lutego 2007 zarządzanie stadionem, od klubu CKM Włókniarz, przejął Miejski Ośrodek Sportu i Rekreacji w Częstochowie.
W październiku 2012 roku zarządzanie stadionem przeszło ponownie w ręce klubu Włókniarz Częstochowa. Rozpoczęto remont parku maszyn, parkingów, ogrodzenia i otoczenia stadionu. Na terenie stadionu znajdują się kręgi modelarskie, wybudowane w 1980 roku, na których odbywały się zawody Pucharu Polski i Pucharu Świata, a także dwukrotnie Mistrzostwa Europy modeli samolotów na uwięzi w kategoriach F2A, F2B, F2C i F2D. Odbywały się tu również zawody balonów na ogrzane powietrze. Kręgi modelarskie zostały przebudowane w trakcie remontu przeprowadzonego w pierwszej połowie 2013 roku, miejsce wykorzystano do powiększenia parkingu, jednak nadal mogą się na nim odbywać zawody modelarskie.

### Ważniejsze wydarzenia
Na stadionie odbyły się:
- Eliminacje indywidualnych mistrzostw świata na żużlu w 1978, 1990, 1997, 2008 i 2014.
- Półfinał drużynowych mistrzostw świata na żużlu w 2000.
- Półfinał mistrzostw świata par na żużlu w 1980.
- Półfinał drużynowego Pucharu Świata na żużlu w 2013 (14 lipca)[8].
- Finały indywidualnych mistrzostw Europy na żużlu w 2014 i 2023.
- Finał indywidualnych mistrzostw Europy juniorów na żużlu w 2007.
- Finały indywidualnych mistrzostw Polski na żużlu w 1975, 1997 i 2004.
- Finały młodzieżowych indywidualnych mistrzostw Polski na żużlu w 1997, 2001, 2016, 2018, 2021 i 2022.
- Finały mistrzostw Polski par klubowych na żużlu w 1995 i 2007.
- Finały młodzieżowych mistrzostw Polski par klubowych na żużlu w 2004, 2021 i 2023.
- Finały drużynowych mistrzostw Polski juniorów na żużlu w 1978, 1996, 2013, 2021 i 2022.
- Finały turnieju o Złoty Kask w 1961, 1962, 1967, 1969, 1972, 1973, 1974, 1975, 1976, 1977, 1979, 1986, 2006[9] i 2010[10].
- Finały turnieju o Srebrny Kask w 1966, 1968, 1971, 1973, 1989, 2009 i 2023.
- Finały turnieju o Brązowy Kask w 1979 i 2011[11].
- Finał drużynowego Pucharu Polski na żużlu w 1994.
- Festiwale muzyczne: Good News Festival w 1991, Reggae Day w latach 2009-2011 i Rock Fest w 2011.

#### Mecze piłkarskie
Półfinał piłkarskiego Pucharu Polski 1972
| 1 kwietnia 1972 18:00 | Raków Częstochowa | 0:3(0:0)Raport | Legia Warszawa · Deyna 49', 83' · Stachurski 86' | Widzów: 18 000 Sędzia: Ryszard Suwiński (Gdańsk) |
|                       |                   |                |                                                  |                                                  |

| 21 marca 1979 15:15 | Polska · Korynt | 3:1(0:0) | Francja | Sędzia: Jaromir Fausek (Czechosłowacja) |
|                     |                 |          |         |                                         |

| 9 maja 1980 | Legia Warszawa · Kusto 23', 57' · Okoński 34' · Topolski 38' · Sikorski 54' | 5:0(3:0)Raport | Lech Poznań | Widzów: 22 000 Sędzia: Jerzy Kacprzak (Gdańsk) |
|             |                                                                             |                |             |                                                |

## Nazwa
Do 2007 roku stadion nosił nazwę Miejskiego Stadionu Żużlowego. Nazwa Arena Częstochowa została nadana uchwałą rady miasta Częstochowa z dnia 23 kwietnia 2007. 25 kwietnia 2013 podpisana została umowa sponsorska z firmą Sorting Group Poland (SGP), która kupiła prawa do nazwy stadionu w latach 2013–2018. Stadion nosił od tego momentu nazwę SGP Arena Częstochowa. Od 2020 r. Arena zielona-energia.com. W 2024 roku sponsorem tytularnym stadionu żużlowego w Częstochowie został KRONO-PLAST. Obiekt nosi nazwę KRONO-PLAST Arena.

## Rekordy toru

### Historyczne
| Tabela rekordów toru na Arenie Częstochowa, od roku 1946 do 2021 | Tabela rekordów toru na Arenie Częstochowa, od roku 1946 do 2021 | Tabela rekordów toru na Arenie Częstochowa, od roku 1946 do 2021 | Tabela rekordów toru na Arenie Częstochowa, od roku 1946 do 2021 | Tabela rekordów toru na Arenie Częstochowa, od roku 1946 do 2021 | Tabela rekordów toru na Arenie Częstochowa, od roku 1946 do 2021                                                        |
| Długość toru                                                     | Czas (sekund)                                                    | Nazwisko                                                         | Drużyna                                                          | Data                                                             | Zawody |
| ---------------------------------------------------------------- | ---------------------------------------------------------------- | ---------------------------------------------------------------- | ---------------------------------------------------------------- | ---------------------------------------------------------------- | --- |
| 500 m                                                            | 121                                                              | Jerzy Jankowski                                                  | CTCiM Częstochowa                                                | 01.09.1946                                                       | otwarte mistrzostwa miasta                                                                                              |
| 500 m                                                            | 119,5                                                            | Jan Filipczak                                                    | Legia Warszawa                                                   | 27 lub 20.06.1948                                                | trójmecz II-ligowy |
| 500 m                                                            | 115,5                                                            | Jerzy Jankowski                                                  | Polonia Bytom                                                    | 17.10.1948                                                       | trójmecz II-ligowy |
| 500 m                                                            | 114                                                              | Marian Kaznowski                                                 | CTCiM Częstochowa                                                | 18.09.1949                                                       | trójmecz towarzyski |
| 446 m                                                            | 89,5                                                             | Włodzimierz Szwendrowski                                         | Ogniwo Łódź                                                      | 16.09.1951                                                       | mecz I-ligowy Włókniarz – Ogniwo otwarcie toru                                                                          |
| 446 m                                                            | 88,7                                                             | Marian Kaznowski                                                 | Włókniarz Częstochowa                                            | 30.09.1951                                                       | mecz I-ligowy Włókniarz – Spójnia Wrocław                                                                               |
| 446 m                                                            | 88,5                                                             | Waldemar Miechowski                                              | Włókniarz Częstochowa                                            | 15.06.1952                                                       | mecz I-ligowy Włókniarz – Kolejarz Rawicz                                                                               |
| 446 m                                                            | 88,2                                                             | Józef Olejniczak                                                 | Unia Leszno                                                      | 07.09.1952                                                       | mecz towarzyski Włókniarz – Unia                                                                                        |
| 446 m                                                            | 87,7                                                             | Waldemar Miechowski                                              | Włókniarz Częstochowa                                            | 21.06.1953                                                       | mecz towarzyski Włókniarz – Górnik Rybnik                                                                               |
| 446 m                                                            | 87,5                                                             | Józef Olejniczak                                                 | Unia Leszno                                                      | 12.07.1953                                                       | mecz ligowy Włókniarz – Unia                                                                                            |
| 446 m                                                            | 87,2                                                             | Marian Kaznowski                                                 | Włókniarz Częstochowa                                            | 23.05.1954                                                       | mecz I-ligowy Włókniarz – Gwardia Bydgoszcz                                                                             |
| 446 m                                                            | 86,6                                                             | Edward Kupczyński                                                | Spójnia Wrocław                                                  | 12.09.1954                                                       | mecz I-ligowy Włókniarz – Spójnia                                                                                       |
| 446 m                                                            | 86,1                                                             | Andrzej Krzesiński                                               | Unia Leszno                                                      | 10.10.1954                                                       | mecz I-ligowy Włókniarz – Unia                                                                                          |
| 446 m                                                            | 85,6                                                             | Waldemar Miechowski                                              | Włókniarz Częstochowa                                            | 1955                                                             | |
| 401 m                                                            | 85,4                                                             | Marian Kaiser                                                    | Legia Warszawa                                                   | 07.1957                                                          | |
| 401 m                                                            | 85,3                                                             | Zdzisław Jałowiecki                                              | Włókniarz Częstochowa                                            | 08.1957                                                          | |
| 401 m                                                            | 83,4                                                             | Stefan Kwoczała                                                  | Włókniarz Częstochowa                                            | 1957                                                             | |
| 401 m                                                            | 83,4                                                             | Marian Kaiser                                                    | Legia Warszawa                                                   | 22.09.1957                                                       | mecz I-ligowy Włókniarz – Legia                                                                                         |
| 401 m                                                            | 79,3                                                             | Stanisław Rurarz                                                 | Włókniarz Częstochowa                                            | 1959                                                             | |
| 401 m                                                            | 77,3                                                             | Kazimierz Bentke                                                 | Unia Leszno                                                      | 10.04.1960                                                       | mecz I-ligowy Włókniarz – Unia                                                                                          |
| 401 m                                                            | 76,8                                                             | Stefan Kępa                                                      | Stal Rzeszów                                                     | 29.05.1960                                                       | mecz I-ligowy Włókniarz – Stal                                                                                          |
| 401 m                                                            | 76,6                                                             | Ove Fundin                                                       | Szwecja                                                          | 16.08.1960                                                       | turniej indywidualny po finale europejskim we Wrocławiu                                                                 |
| 401 m                                                            | 75,6                                                             | Stanisław Rurarz                                                 | Włókniarz Częstochowa                                            | 11.04.1966                                                       | mecz II-ligowy Włókniarz – Kolejarz Opole                                                                               |
| 401 m                                                            | 75,3                                                             | Wiktor Jastrzębski                                               | Włókniarz Częstochowa                                            | 25.05.1966                                                       | mecz towarzyski Włókniarz – Praga                                                                                       |
| 401 m                                                            | 74,1                                                             | Wiktor Jastrzębski                                               | Włókniarz Częstochowa                                            | 02.04.1967                                                       | mecz I-ligowy Włókniarz – Polonia Bydgoszcz                                                                             |
| 401 m                                                            | 73,8                                                             | Konstanty Pociejkowicz                                           | Sparta Wrocław                                                   | 1967                                                             | |
| 401 m                                                            | 73,5                                                             | Wiktor Jastrzębski                                               | Włókniarz Częstochowa                                            | 1967                                                             | |
| 401 m                                                            | 73,3                                                             | Bernard Kacperak                                                 | Włókniarz Częstochowa                                            | 01.09.1968                                                       | mecz I-ligowy Włókniarz – ROW Rybnik                                                                                    |
| 398,5 m                                                          | 74,0                                                             | Paweł Waloszek                                                   | Śląsk Świętochłowice                                             | 05.05.1970                                                       | puchar przewodniczącego MRN                                                                                             |
| 398,5 m                                                          | 73,2                                                             | Zygmunt Malinowski                                               | Włókniarz Częstochowa                                            | 21.06.1970                                                       | mecz II-ligowy Włókniarz – Stal Toruń                                                                                   |
| 398,5 m                                                          | 72,4                                                             | Jerzy Trzeszkowski                                               | Sparta Wrocław                                                   | 18.10.1970                                                       | III Memoriał Bronisława Idzikowskiego                                                                                   |
| 398,5 m                                                          | 71,4                                                             | Zenon Urbaniec                                                   | Włókniarz Częstochowa                                            | 10.04.1975                                                       | turniej o „Złoty Kask”                                                                                                  |
| 398,5 m                                                          | 70,9                                                             | Jan O. Pedersen                                                  | Dania                                                            | 18.05.1984                                                       | mecz Polska – Dania reprezentacji młodzieżowych                                                                         |
| 391 m                                                            | 71,51                                                            | Dariusz Rachwalik                                                | Włókniarz Częstochowa                                            | 09.04.1989                                                       | mecz II-ligowy Włókniarz – Start Gniezno                                                                                |
| 391 m                                                            | 71,34                                                            | Włodzimierz Heliński                                             | Start Gniezno                                                    | 09.04.1989                                                       | mecz II-ligowy Włókniarz – Start                                                                                        |
| 391 m                                                            | 70,94                                                            | Sławomir Drabik                                                  | Włókniarz Częstochowa                                            | 14.05.1989                                                       | mecz II-ligowy Włókniarz – KKŻ Krosno                                                                                   |
| 391 m                                                            | 69,84                                                            | Dariusz Rachwalik                                                | Włókniarz Częstochowa                                            | 14.05.1989                                                       | mecz II-ligowy Włókniarz – KKŻ Krosno                                                                                   |
| 391 m                                                            | 69,72                                                            | Dariusz Rachwalik                                                | Włókniarz Częstochowa                                            | 27.08.1989                                                       | mecz II-ligowy Włókniarz – Śląsk Świętochłowice                                                                         |
| 391 m                                                            | 69,22                                                            | Jarosław Szymkowiak                                              | Falubaz Zielona Góra                                             | 19.09.1989                                                       | I finał „Srebrnego Kasku”                                                                                               |
| 391 m                                                            | 69,06                                                            | Tomasz Gollob                                                    | Wybrzeże Gdańsk                                                  | 19.09.1989                                                       | I finał „Srebrnego Kasku”                                                                                               |
| 391 m                                                            | 68,72                                                            | Roman Jankowski                                                  | Unia Leszno                                                      | 27.03.1991                                                       | mecz towarzyski Włókniarz – Unia                                                                                        |
| 391 m                                                            | 68,09                                                            | Mark Loram                                                       | Anglia, Yawal Częstochowa                                        | 09.07.1992                                                       | mecz I-ligowy Yawal Częstochowa – Apator Toruń                                                                          |
| 391 m                                                            | 66,77                                                            | Sebastian Ułamek                                                 | Włókniarz-Malma Częstochowa                                      | 31.03.1997                                                       | mecz I-ligowy Włókniarz-Malma – Stal Van Pur Rzeszów                                                                    |
| 391 m                                                            | 66,73                                                            | Mark Loram                                                       | Anglia, Włókniarz-Malma Częstochowa                              | 09.07.1999                                                       | mecz II-ligowy Włókniarz-Malma – Iskra Ostrów                                                                           |
| 362 m                                                            | 65,04                                                            | Chris Louis                                                      | Anglia, Ludwik Polonia Piła                                      | 09.04.2000                                                       | mecz ekstraligi Radson Malma Włókniarz – Ludwik Polonia                                                                 |
| 362 m                                                            | 64,35                                                            | Rune Holta                                                       | Norwegia, Radson Malma Włókniarz Częstochowa                     | 24.04.2000                                                       | mecz ekstraligi Radson Malma Włókniarz – Atlas Wrocław                                                                  |
| 362 m                                                            | 64,09                                                            | Rune Holta                                                       | Norwegia, Radson Malma Włókniarz Częstochowa                     | 07.05.2000                                                       | mecz ekstraligi Radson Malma Włókniarz – Pergo Gorzów                                                                   |
| 362 m                                                            | 64,08                                                            | Ryan Sullivan                                                    | Australia, Radson Malma Włókniarz Częstochowa                    | 01.04.2001                                                       | mecz ekstraligi Radson Malma Włókniarz – Atlas Wrocław                                                                  |
| 362 m                                                            | 63,70                                                            | Ryan Sullivan                                                    | Australia, Radson Malma Włókniarz Częstochowa                    | 04.08.2001                                                       | mecz ekstraligi Radson Malma Włókniarz – Bractwo Polonia Bydgoszcz. Zawody przerwane po VII biegu i uznane za nieodbyte |
| 362 m                                                            | 63,50                                                            | Ryan Sullivan                                                    | Australia, Radson Malma Włókniarz Częstochowa                    | 02.10.2001                                                       | mecz ekstraligi Radson Malma Włókniarz – BGŻ SA Polonia Piła                                                            |
| 362 m                                                            | 62,79                                                            | Ryan Sullivan                                                    | Australia, Włókniarz Candela Częstochowa                         | 12.07.2002                                                       | mecz ekstraligi Włókniarz Candela – Point’S Polonia Bydgoszcz                                                           |
| 368 m                                                            | 66,37                                                            | Sebastian Ułamek                                                 | Złomrex Włókniarz Częstochowa                                    | 17.04.2006                                                       | mecz ekstraligi Złomrex Włókniarz – RKM Rybnik                                                                          |
| 368 m                                                            | 65,54                                                            | Christian Hefenbrock                                             | Niemcy, Złomrex Włókniarz Częstochowa                            | 07.05.2006                                                       | mecz ekstraligi Złomrex Włókniarz – Budlex Polonia Bydgoszcz                                                            |
| 368 m                                                            | 63,58                                                            | Ryan Sullivan                                                    | Australia, Złomrex Włókniarz Częstochowa                         | 07.05.2006                                                       | mecz ekstraligi Złomrex Włókniarz – Budlex Polonia Bydgoszcz                                                            |
| 368 m                                                            | 62,21                                                            | Greg Hancock                                                     | USA, Złomrex Włókniarz Częstochowa                               | 02.07.2006                                                       | mecz ekstraligi Złomrex Włókniarz – Atlas Wrocław                                                                       |
| 368 m                                                            | 62,12                                                            | Nicki Pedersen                                                   | Dania, Złomrex Włókniarz Częstochowa                             | 28.09.2008                                                       | półfinał ekstraligi Złomrex Włókniarz – Unia Leszno                                                                     |
| 368 m                                                            | 61,85                                                            | Nicki Pedersen                                                   | Dania, Złomrex Włókniarz Częstochowa                             | 28.09.2008                                                       | półfinał ekstraligi Złomrex Włókniarz – Unia Leszno                                                                     |
| 359 m                                                            | 66,31                                                            | Daniel Jeleniewski                                               | MrGarden GKM Grudziądz                                           | 30.05.2015                                                       | turniej o Szablę Kmicica                                                                                                |
| 359 m                                                            | 65,96                                                            | Sebastian Ułamek                                                 | ŻKS ROW Rybnik                                                   | 30.05.2015                                                       | turniej o Szablę Kmicica                                                                                                |
| 359 m                                                            | 65,94                                                            | Mateusz Szczepaniak                                              | MDM Komputery Dreier ŻKS Ostrovia Ostrów Wlkp.                   | 30.05.2015                                                       | turniej o Szablę Kmicica                                                                                                |
| 359 m                                                            | 65,52                                                            | Maksym Drabik                                                    | Betard Sparta Wrocław                                            | 17.06.2015                                                       | eliminacje Młodzieżowych Indywidualnych Mistrzostw Polski                                                               |
| 359 m                                                            | 65,05                                                            | Hubert Łęgowik                                                   | MrGarden GKM Grudziądz                                           | 29.07.2015                                                       | II runda Młodzieżowych Drużynowych Mistrzostw Polski                                                                    |
| 359 m                                                            | 64,76                                                            | Edward Mazur                                                     | KMŻ Motor Lublin                                                 | 02.08.2015                                                       | IV runda Nice Cup |
| 359 m                                                            | 64,24                                                            | Maksym Drabik                                                    | Betard Sparta Wrocław                                            | 31.08.2015                                                       | finał Indywidualnych Mistrzostw Ligi Juniorów                                                                           |
| 359 m                                                            | 64,18                                                            | Maksym Drabik                                                    | Betard Sparta Wrocław                                            | 31.08.2015                                                       | finał Indywidualnych Mistrzostw Ligi Juniorów                                                                           |
| 359 m                                                            | 63,14                                                            | Martin Vaculik                                                   | Słowacja, Unia Tarnów                                            | 06.09.2015                                                       | półfinał ekstraligi Betard Sparta Wrocław – Unia Tarnów. Zawody przerwane po VI biegu i uznane za nieodbyte             |
| 359 m                                                            | 63,12                                                            | Maksym Drabik                                                    | Betard Sparta Wrocław                                            | 06.09.2015                                                       | półfinał ekstraligi Betard Sparta Wrocław – Unia Tarnów. Zawody przerwane po VI biegu i uznane za nieodbyte             |
| 359 m                                                            | 62,58                                                            | Maksym Drabik                                                    | Betard Sparta Wrocław                                            | 06.09.2015                                                       | półfinał ekstraligi Betard Sparta Wrocław – Unia Tarnów. Zawody przerwane po VI biegu i uznane za nieodbyte             |
| 359 m                                                            | 62,43                                                            | Tai Woffinden                                                    | Anglia, Betard Sparta Wrocław                                    | 10.09.2015                                                       | półfinał ekstraligi Betard Sparta Wrocław – Unia Tarnów                                                                 |
| 359 m                                                            | 62,20                                                            | Kenneth Bjerre                                                   | Dania, Unia Tarnów                                               | 10.09.2015                                                       | półfinał ekstraligi Betard Sparta Wrocław – Unia Tarnów                                                                 |
| 359 m                                                            | 62,16                                                            | Martin Vaculik                                                   | Słowacja, RM Solar Falubaz Zielona Góra                          | 07.08.2020                                                       | mecz ekstraligi Eltrox Włókniarz – RM Solar Falubaz                                                                     |

### Na obecnym torze
| Tabela rekordów na Arenie Częstochowa przy obecnej długości toru – 373 m | Tabela rekordów na Arenie Częstochowa przy obecnej długości toru – 373 m | Tabela rekordów na Arenie Częstochowa przy obecnej długości toru – 373 m | Tabela rekordów na Arenie Częstochowa przy obecnej długości toru – 373 m | Tabela rekordów na Arenie Częstochowa przy obecnej długości toru – 373 m     | Tabela rekordów na Arenie Częstochowa przy obecnej długości toru – 373 m |
| Czas (s)                                                                 | Nazwisko                                                                 | Drużyna                                                                  | Data                                                                     | Zawody                                                                       |                                                                          |
| ------------------------------------------------------------------------ | ------------------------------------------------------------------------ | ------------------------------------------------------------------------ | ------------------------------------------------------------------------ | ---------------------------------------------------------------------------- | ------------------------------------------------------------------------ |
| 63,63                                                                    | Jason Doyle                                                              | FOGO Unia Leszno                                                         | 08.04.2022                                                               | mecz ekstraligi zielona-energia.com Włókniarz – FOGO Unia                    |                                                                          |
| 63,54                                                                    | Fredrik Lindgren                                                         | zielona-energia.com Włókniarz Częstochowa                                | 01.05.2022                                                               | mecz ekstraligi zielona-energia.com Włókniarz – Betard Sparta Wrocław        |                                                                          |
| 63,30                                                                    | Leon Madsen                                                              | zielona-energia.com Włókniarz Częstochowa                                | 01.05.2022                                                               | mecz ekstraligi zielona-energia.com Włókniarz – Betard Sparta Wrocław        |                                                                          |
| 63,27                                                                    | Kacper Woryna                                                            | zielona-energia.com Włókniarz Częstochowa                                | 01.05.2022                                                               | mecz ekstraligi zielona-energia.com Włókniarz – Betard Sparta Wrocław        |                                                                          |
| 63,17                                                                    | Leon Madsen                                                              | zielona-energia.com Włókniarz Częstochowa                                | 20.05.2022                                                               | mecz ekstraligi zielona-energia.com Włókniarz – ZOOleszcz GKM Grudziądz      |                                                                          |
| 63,03                                                                    | Robert Lambert                                                           | For Nature Solutions Apator Toruń                                        | 12.06.2022                                                               | mecz ekstraligi zielona-energia.com Włókniarz – For Nature Solutions Apator  |                                                                          |
| 63,00                                                                    | Mateusz Świdnicki                                                        | Włókniarz Częstochowa                                                    | 30.06.2022                                                               | IV runda ćwierćfinałowa Drużynowych Mistrzostw Polski Juniorów               |                                                                          |
| 62,93                                                                    | Jakub Miśkowiak                                                          | Włókniarz Częstochowa                                                    | 30.06.2022                                                               | IV runda ćwierćfinałowa Drużynowych Mistrzostw Polski Juniorów               |                                                                          |
| 62,78                                                                    | Jakub Miśkowiak                                                          | Włókniarz Częstochowa                                                    | 30.06.2022                                                               | IV runda ćwierćfinałowa Drużynowych Mistrzostw Polski Juniorów               |                                                                          |
| 62,40                                                                    | Kacper Woryna                                                            | zielona-energia.com Włókniarz Częstochowa                                | 15.07.2022                                                               | mecz ekstraligi zielona-energia.com Włókniarz – Arged Malesa Ostrów Wlkp.    |                                                                          |
| 62,34                                                                    | Kacper Woryna                                                            | zielona-energia.com Włókniarz Częstochowa                                | 15.07.2022                                                               | mecz ekstraligi zielona-energia.com Włókniarz – Arged Malesa Ostrów Wlkp.    |                                                                          |
| 62,33                                                                    | Fredrik Lindgren                                                         | zielona-energia.com Włókniarz Częstochowa                                | 24.07.2022                                                               | mecz ekstraligi zielona-energia.com Włókniarz – Motor Lublin                 |                                                                          |
| 62,27                                                                    | Mikkel Michelsen                                                         | Motor Lublin                                                             | 24.07.2022                                                               | mecz ekstraligi zielona-energia.com Włókniarz – Motor                        |                                                                          |
| 62,16                                                                    | Daniel Bewley                                                            | Betard Sparta Wrocław                                                    | 28.08.2022                                                               | ćwierćfinał ekstraligi zielona-energia.com Włókniarz – Betard Sparta         |                                                                          |
| 62,14                                                                    | Kacper Woryna                                                            | zielona-energia.com Włókniarz Częstochowa                                | 28.08.2022                                                               | ćwierćfinał ekstraligi zielona-energia.com Włókniarz – Betard Sparta Wrocław |                                                                          |
| 61,96                                                                    | Daniel Bewley                                                            | Betard Sparta Wrocław                                                    | 28.08.2022                                                               | ćwierćfinał ekstraligi zielona-energia.com Włókniarz – Betard Sparta         |                                                                          |
| 61,69                                                                    | Jakub Miśkowiak                                                          | zielona-energia.com Włókniarz Częstochowa                                | 07.09.2022                                                               | finał Młodzieżowych Indywidualnych Mistrzostw Polski                         |                                                                          |

## Galeria

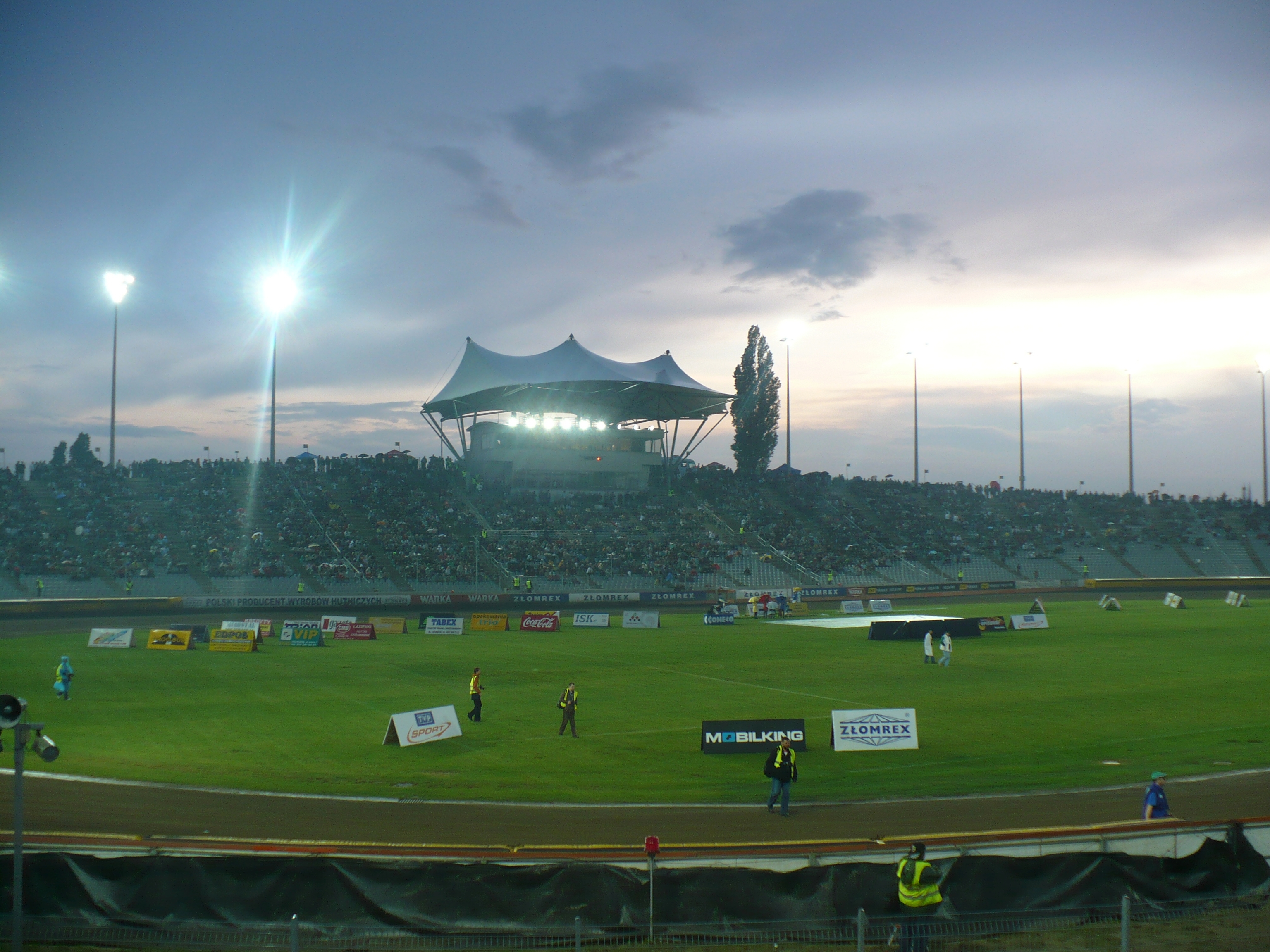
Nowa trybuna centralna i wieża sędziowska na Arenie Częstochowa
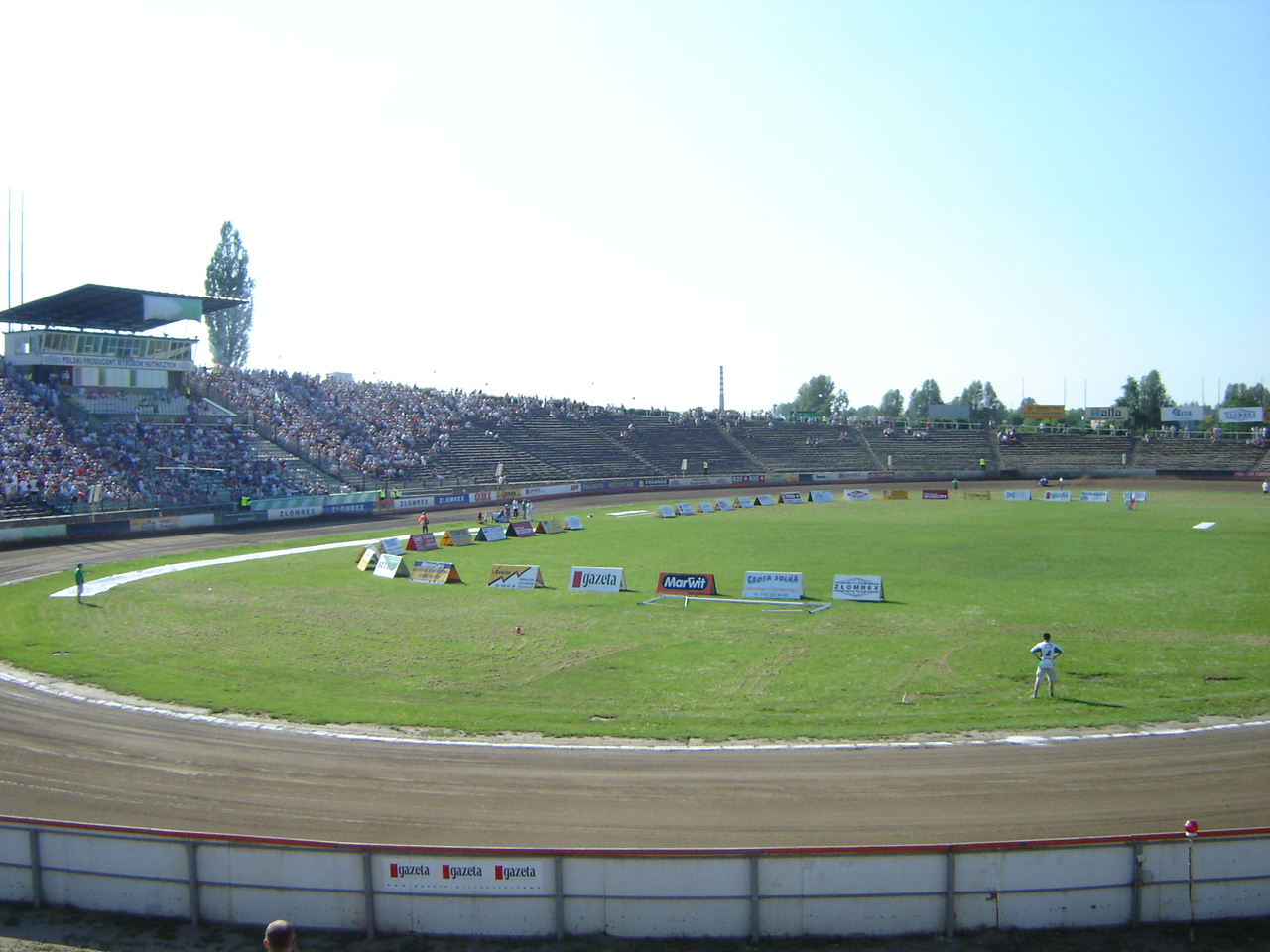
Stara trybuna centralna
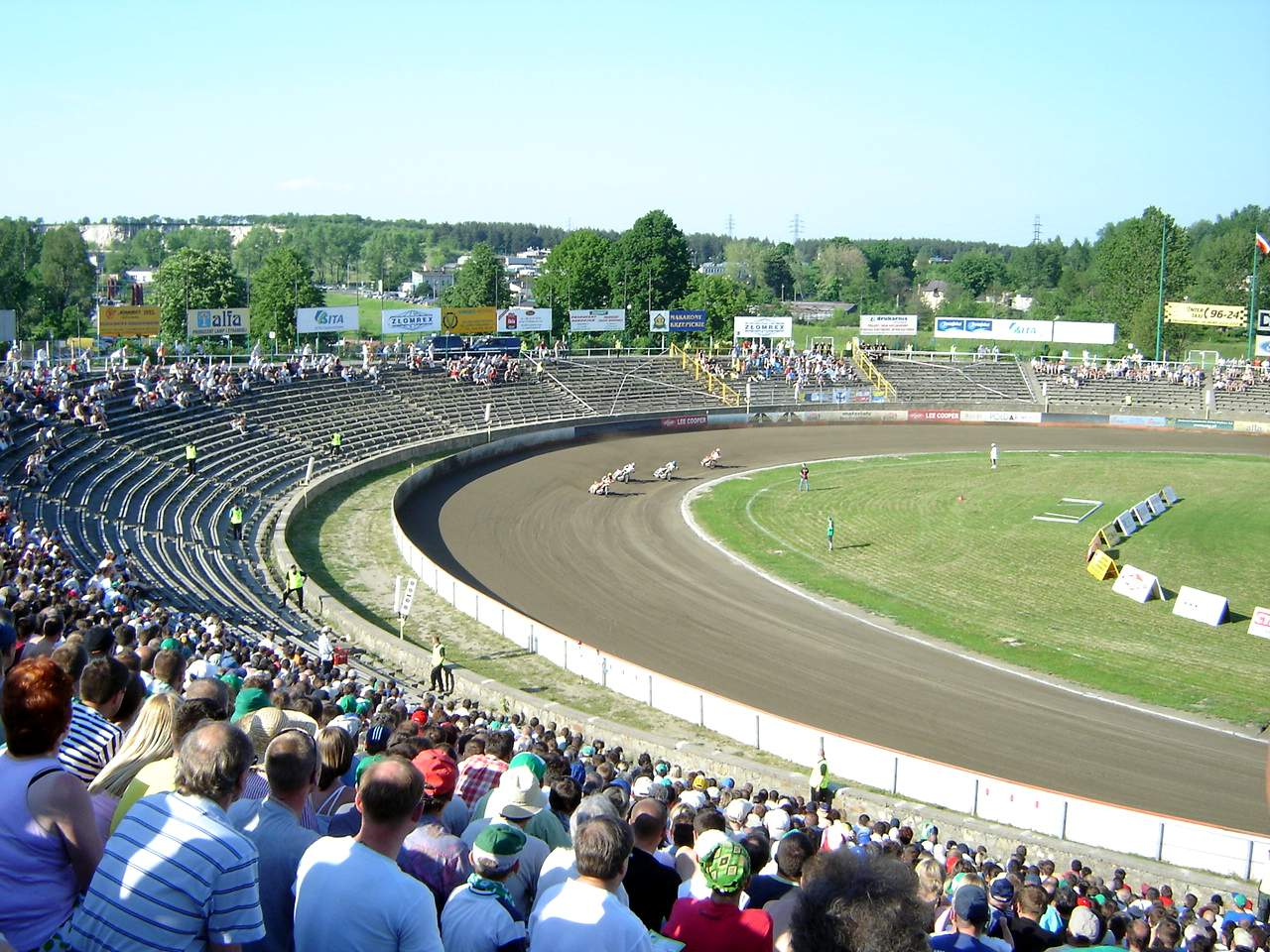
Stadion przed modernizacją